# Вадина (Саскачеван)
Вадина (енгл. Wadena) је урбано насеље са административним статусом варошице у централном делу канадске провинције Саскачеван. Насеље лежи на раскрсници магистралних друмова 5 и 35 на око 40 км северозападно од вароши Фоум Лејк, односно око 130 км северозападно од града Јорктона. 
Свега десетак километара западно од насеља налази се мочварно подручје Квил, важно станиште птица мочварица које је под заштитом рамсарске конвенције. Језеро Велики Квил је највеће слано језеро у Канади. Сваког пролећа у насељу се одржава фестивал чији је основни циљ промоција значаја одрживих екосистема.

## Историја
Иако су на овом подручју постојале неке мање фарме пре 1900. насеље Вадина почело је да се развија као урбана средина 1904. када су саграђене неке од првих јавних грађевина, а свега две године касније насеље је и службено уређено као село, и тада је у њему живео 141 житељ. Новоосновано насеље добило је име по градићу Вадина у Минесоти из ког су се доселиле прве породице у пролеће 1904. године. 
До 1912. када је насеље и службено уређено као провинцијска варошица, Вадина је постала важан центар пољопривредне производње. Број становника је растао од 595 колико је регистровано 1936. до скоро 1.100 становника 1951. године. 

## Демографија
Према резултатима пописа становништва из 2011. у варошици је живело 1.306 становника у укупно 667 домаћинстава, што је за 0,7% мање у односу на 1.315 житеља колико је регистровано 
приликом пописа 2006. године.